# Joeri Levada

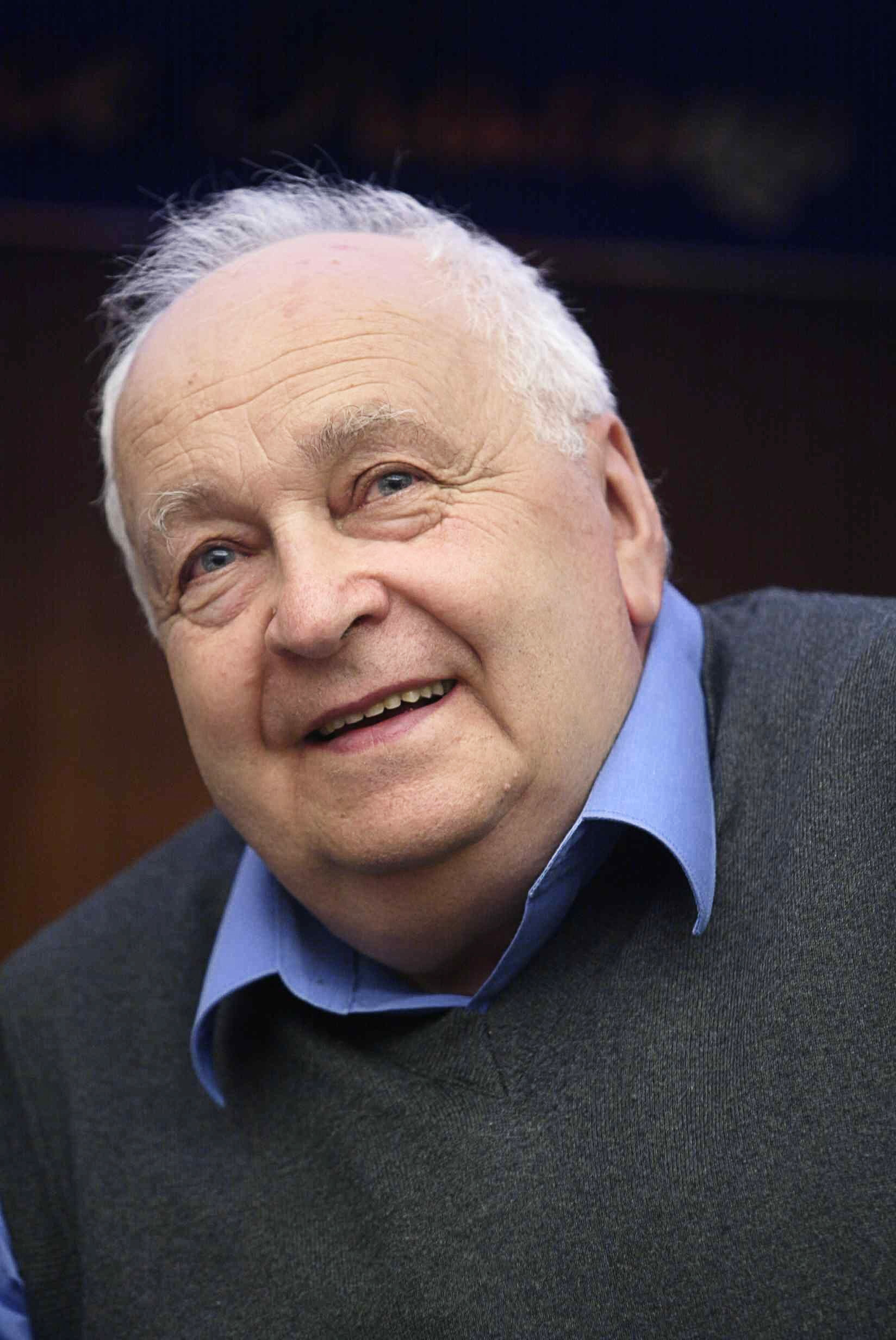
Joeri Levada

Joeri Aleksandrovitsj Levada (Russisch: Юрий Александрович Левада, [Joeri Aleksandrovitsj Levada]) (Vinnitsa, 24 april 1930 - Moskou, 16 november 2006) was een bekende Russische socioloog en politicoloog.
Levada introduceerde de sociologie op de Staatsuniversiteit van Moskou. Toen Nikita Chroesjtsjov aan de macht kwam en er een kortstondige periode was van relatieve politieke vrijheid, werd Levada in staat gesteld om een beperkt aantal interviews naar de publieke opinie uit te voeren. In een college had Levada verkondigd dat "tanks ideologieën niet konden veranderen", wat een verwijzing was naar de invasie van Tsjecho-Slowakije na de Praagse Lente in 1968 door de Sovjet-Unie. Zijn eerste conflict met het gevestigde gezag ontstond echter nadat hij een onderzoek had uitgevoerd, waarin hij beweerde dat slechts weinigen werkelijk de beruchte langdradige hoofdartikelen uit de Pravda lazen. Pravda stelde daarop onmiddellijk het werk van de socioloog hard aan de kaak. In 1972 werd daarop zijn instituut gesloten tijdens een zuivering van ongeveer 200 sociologen van onderzoeksinstituten en universiteiten onder het bewind van Brezjnev.
Onder Gorbatsjov werd Levada in ere hersteld en stichtte Levada in 1987 het VTsIOM (Heel-Uniecentrum voor de Studie van Publieke Opinie), dat na de val van de Sovjet-Unie in 1991 werd hernoemd tot het Heel-Russisch Centrum voor de Studie van Publieke Opinie. Na negatieve berichtgeving over de Tweede Tsjetsjeense Oorlog werd in september 2003 echter het hele management van dit instituut vervangen. Levada zette daarop in 2004 het onafhankelijke VTsIOM-A op, dat in maart 2004 werd hernoemd tot Levada Centrum voor Sociologisch Onderzoek.